# 今井恒允
今井 恒允（いまい つねみつ、1984年9月5日 - ）は、日本の俳優。
現在芸能活動を行っているかは不明。

## 人物
- 滋賀県大津市出身。身長173cm、体重53kg、血液型はB型。
- 趣味は、旅行（寺巡り）、英会話、舞台鑑賞、映画鑑賞。特技は、サッカー、バック転。

## 出演

### 舞台
- 私が今この世界に生きていることを（2007年10月、脚本・演出:友澤晃一）
- ミュージカル テニスの王子様 Progressive Match 比嘉 feat.立海（2007年12月 - 2008年2月）

※アンダースタディとして出演。2008年1月11日 - 14日（香川公演）・1月17日 - 20日（愛知公演）では、比嘉中学校・甲斐裕次郎役篠谷聖の一時降板を受け、代役として出演。
- 私が今この世界に生きていることをII（2008年4月、脚本・演出:友澤晃一）
- エブリ リトル シング（2008年7月）
- 卒業（2008年9月）
- パラダイス・ロスト（2009年1月）

### ドラマ
- オーバー30（2009年1月 - 2月、CBCテレビ） - 鳥居保 役